# Rune Barnéus
Rune Barnéus, född 3 januari 1938, är en f.d. svensk bankman och fritidsförfattare av ungdomsböcker.
Barnéus var koncernchef i Nordbanken, och erhöll i samband med finanskrisen i Sverige 1990–1994 en fallskärm värd 17 miljoner kronor, vilket ledde till ett mediadrev och rönte kritik från bland andra Peter Englund. Barnéus lämnade Nordbanken i december 1990.

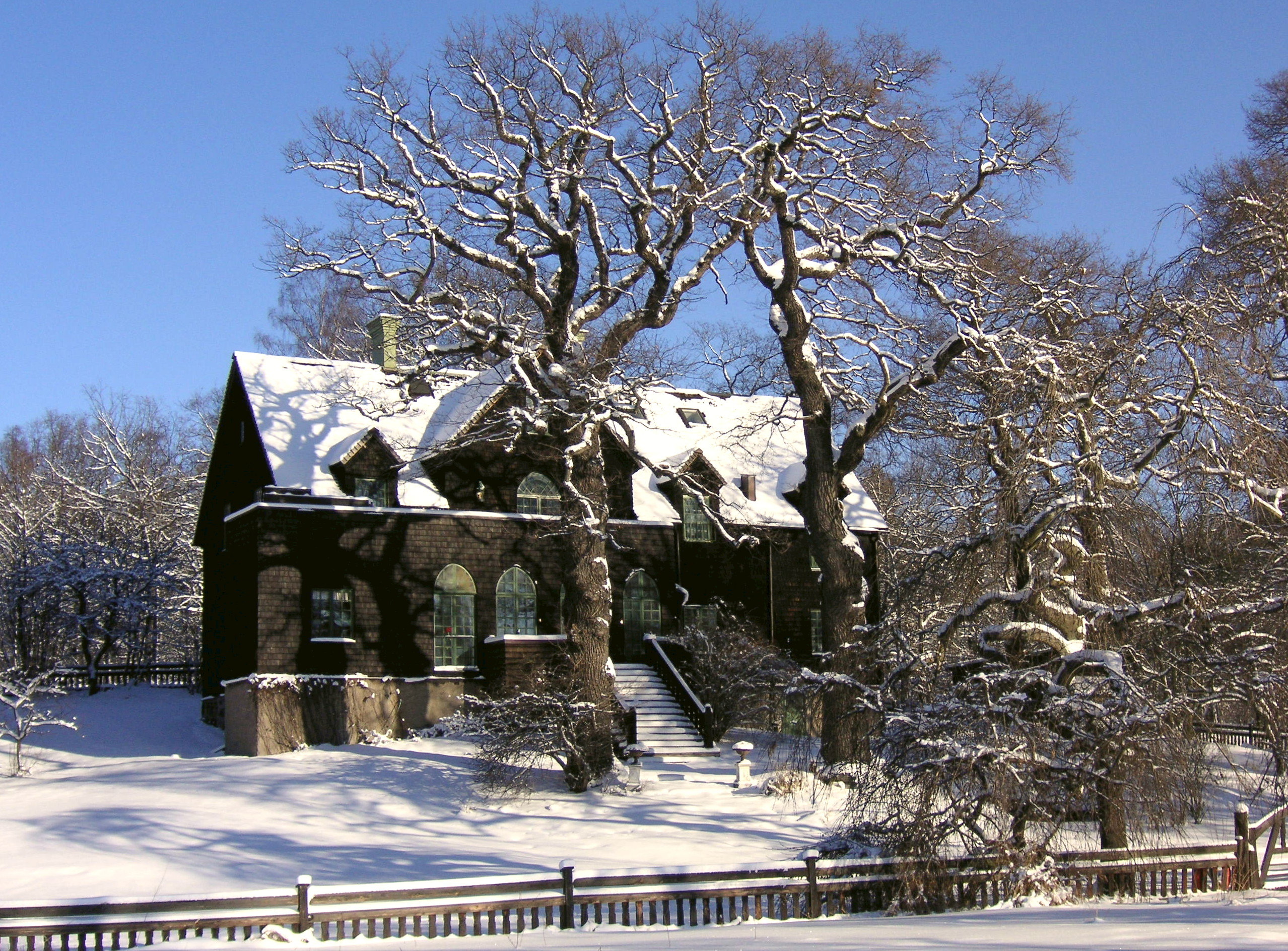
Villa Mullberget

Barnéus och hans maka Birgitta förvärvade 1981 Villa Mullberget på Djurgården i Stockholm.
Som författare har han mellan 1986 och 1995 utgivit tre ungdomsböcker om Djurgårdsgänget.